# جی‌ام-آوتواز

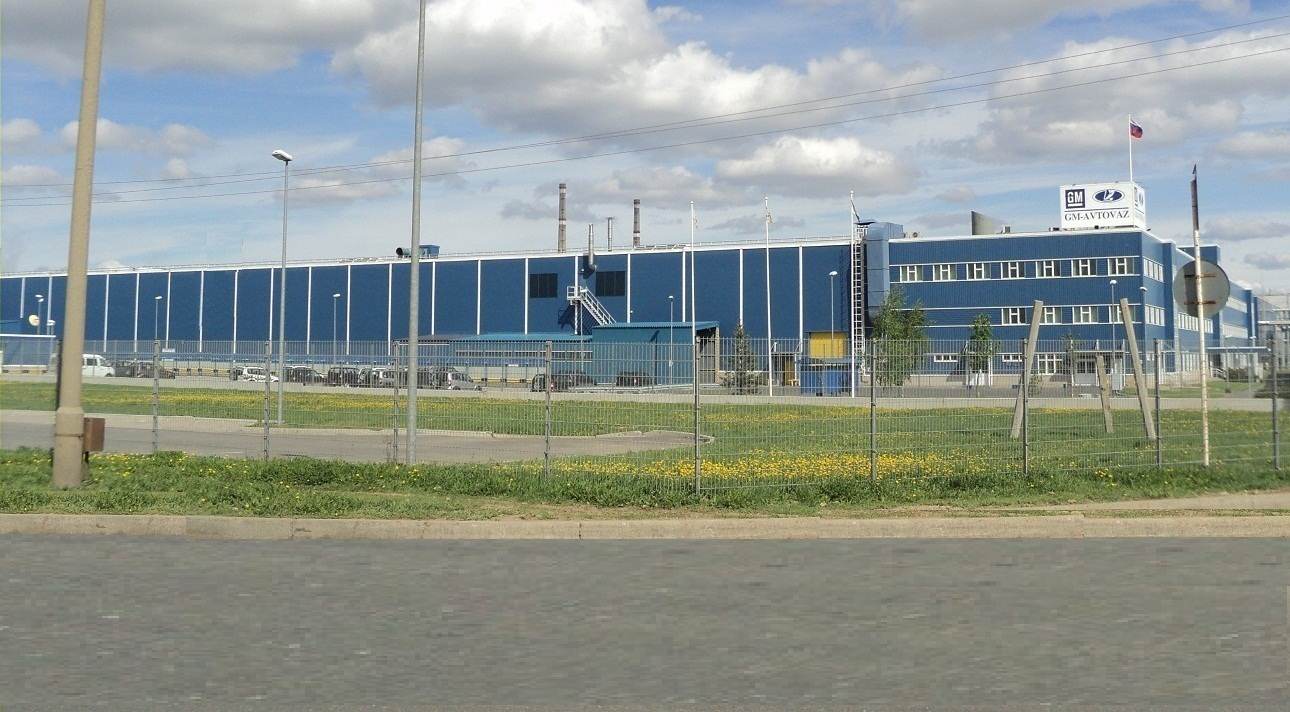
کارخانه مرکزی جی‌ام-آوتواز

جی‌ام-آوتواز، (به انگلیسی: GM-AVTOVAZ) شرکت خودروسازی آمریکایی-روسی است، که در سال ۲۰۰۲ با مشارکت و سرمایه‌گذاری شرکت‌های جنرال موتورز و آوتوواز (هر یک ۹۹٫۱ میلیون دلار) و بانک اروپایی برای توسعه و بازسازی (با ۴۰ میلیون دلار + ۱۰۰ میلیون دلار وام) راه‌اندازی شد.
دفتر مرکزی و کارخانه تولیدی شرکت جی‌ام-آوتواز در شهر تولیاتی، روسیه قرار دارد.